# Fairfax (California)
Fairfax è una città degli Stati Uniti d'America situata nella Contea di Marin, nello Stato della California.